# Морозов Сергій Миколайович (депутат ВР СРСР)
Сергій Миколайович Морозов (нар. 29 липня 1957) — український радянський діяч, терміст Нікопольського Південнотрубного заводу Дніпропетровської області. Депутат Верховної Ради СРСР 11-го скликання.

## Біографія
Освіта середня спеціальна: у 1976 році закінчив технікум. Член ВЛКСМ.
У 1976—1977 роках — підручний вальцювальника, у 1977—1979 роках — терміст Південнотрубного заводу міста Нікополя Дніпропетровської області.
У 1979—1981 роках — служба в Радянській армії.
З 1981 року — терміст трубоволочильного цеху № 4 Нікопольського Південнотрубного заводу Дніпропетровської області.
Потім — на пенсії в місті Нікополі Дніпропетровської області.